# Priscilla Chan
Priscilla Chan (Braintree, 24 de fevereiro de 1985) é uma pediatra e filantropa norte-americana. Ela é esposa do co-fundador e CEO do Facebook, Mark Zuckerberg, com quem tem três filhas, Max, August e Aurelia. Nascida e criada em Massachusetts, estudou na Universidade Harvard e se formou em medicina na Universidade da Califórnia, em São Francisco (UCSF). Em dezembro de 2015, Chan e Zuckerberg se comprometeram a doar 99% de suas ações do Facebook, avaliadas em US$ 45 bilhões, para a Chan Zuckerberg Initiative, uma empresa de ação política focada na saúde e educação. A partir de 2016, eles ainda prometeram mais de US$ 4,6 bilhões para instituições de caridade.

## Biografia
Chan nasceu em Braintree, Massachusetts, e cresceu em Quincy, Massachusetts, um subúrbio de Boston. Seus pais eram imigrantes chineses Hoa que fugiram do Vietnã em barcos de refugiados. Ela cresceu falando cantonês e serviu como intérprete para seus avós. Ela tem duas irmãs mais novas. Em 2003, ela se formou como oradora de classe da Quincy High School, e foi eleita "gênio da classe" por seus colegas de classe. De acordo com um post no Facebook de Mark Zuckerberg, Chan é budista.
Chan ingressou na Universidade Harvard em 2003, onde conheceu e começou a namorar Mark Zuckerberg. Ela se formou em 2007 com um bacharelado em biologia e também estudou espanhol. Ela é fluente em mandarim, cantonês e inglês. Ela é a primeira graduada da faculdade em sua família. Depois de se formar, lecionou ciência na Harker School por um ano, antes de ingressar na faculdade de medicina da Universidade da Califórnia, em São Francisco, em 2008. Ela se formou em 2012 e terminou sua residência em pediatria no verão de 2015.

## Chan Zuckerberg Initiative
Zuckerberg e Chan prometeram cerca de US$ 4,6 bilhões para instituições de caridade, incluindo uma doação de US$ 75 milhões para o Hospital Geral de São Francisco, onde Chan trabalhava. Em 2013, eles doaram 18 milhões de ações do Facebook (avaliadas em mais de US$ 970 milhões) para a Silicon Valley Community Foundation. The Chronicle of Philanthropy colocou o casal no topo da lista dos 50 filantropos americanos mais generosos daquele ano. Eles também prometeram US$ 120 milhões para escolas públicas na baía de São Francisco.
Em 1º de dezembro de 2015, Chan e Zuckerberg postaram uma carta aberta no Facebook para sua filha recém-nascida, Max. Eles se comprometeram a doar 99% de suas ações do Facebook, avaliadas em US$ 45 bilhões, para a Chan Zuckerberg Initiative, que é sua nova fundação de caridade que se concentra em saúde e educação.
As metas de caridade de Chan se concentram em educação, saúde e ciência, que estão intimamente ligadas à sua formação pessoal. Ela é considerada como tendo uma forte influência na filantropia de seu marido. Ela planeja lançar The Primary School em 2016, uma organização sem fins lucrativos que fornecerá educação básica e pré-natal, em East Palo Alto, Califórnia. Ela foi uma das seis nomeadas para a terceira edição do prêmio Visionary of the Year, do San Francisco Chronicle, em março de 2017. O prêmio homenageia os líderes que se esforçam para tornar o mundo um lugar melhor e também impulsionam a mudança usando práticas de negócio inovadoras.

## Vida pessoal
Chan se casou com Zuckerberg em 19 de maio de 2012, um dia após o lançamento do mercado de ações do Facebook. Em 31 de Julho de 2015, Zuckerberg anunciou que ele e Chan estavam esperando uma menina. Ele disse que se sentiu confiante de que o risco de abortar foi tão baixo na gravidez, depois que Chan já havia sofrido três abortos espontâneos. Chan e Zuckerberg anunciaram o nascimento de sua filha, Maxima Chan Zuckerberg ("Max", chinês tradicional: 陳明宇, pinyin: Chén Míngyǔ), em 1 de dezembro de 2015. Em 28 de agosto de 2017, Priscilla e Mark anunciaram o nascimento de sua segunda filha, August. Em 24 de março de 2023, anunciaram o nascimento da terceira filha, Aurelia.